# Cardiocondyla koshewnikovi
Cardiocondyla koshewnikovi é uma espécie de formiga do gênero Cardiocondyla, pertencente à subfamília Myrmicinae.